# Albert Batyrgaziev
Albert Khanboulatovitch Batyrgaziev (en russe : Альберт Ханбулатович Батыргазиев), né le 23 juin 1998 à Babayourt, est un boxeur professionnel russe.

## Carrière
Batyrgaziev a d'abord été un champion de kickboxing avant de se lancer dans la boxe à partir de 2016. En tant qu'amateur, Batyrgaziev a représenté la Russie aux championnats du monde 2019
Après avoir fait ses débuts professionnels en 2020, Batyrgaziev a assuré sa qualification aux Jeux olympiques d'été de 2020 en 2021 en remportant une médaille d'or au tournoi européen de qualification.
Batyrgaziev a remporté ses deux premiers combats à Tokyo pour atteindre les demi-finales, où il a battu le triple médaillé olympique cubain Lázaro Álvarez trois manches à deux dans un combat serré. Dans la finale poids plumes, Batyrgaziev a battu l'Américain Duke Ragan pour devenir le premier boxeur professionnel de l'histoire olympique à remporter une médaille d'or.